# 玉米蜥
玉米蜥（学名：Laemanctus longipes）是飛蜥科锥头蜥属的一种蜥蜴。主要分布于墨西哥、贝里斯、瓜地马拉、洪都拉斯、尼加拉瓜。体长60-70厘米。